# Plastics Vallée
Pour les articles homonymes, voir Vallée de la Plasturgie.
La « Plastics Vallée » contient la plus forte concentration d'entreprises spécialisées dans le plastique en Europe. Elle se situe dans les départements de l'Ain et du Jura, autour d'Oyonnax, au sein de Haut-Bugey Agglomération. Son territoire fait partie intégrante de la zone du pôle de compétitivité pour la plasturgie, Plastipolis, labellisé en 2005.
Le surnom aurait été inventé par un journaliste américain, en référence à la Silicon Valley.

## Présentation
Dans l'Ain, la filière plasturgie regroupe 670 établissements et 15 600 salariés, pour un chiffre d'affaires total de 2,4 milliards d'euros. La vallée entière compte environ 600 entreprises liées à la plasturgie.
Les métiers représentés sont : fournisseurs de matières premières, fournisseurs de consommables pour la décoration, fournisseurs et fabricants de machines et périphériques, moulistes et parachèvement du moule, transformateurs, finition, métiers de la mode, bureaux d'études, services et maintenance, recyclage.

## Historique
L'activité manufacturière commence dans la vallée au milieu du XIXe siècle, sur la base d'un artisanat du peigne en bois établi depuis plusieurs siècles. Au cours du siècle, la production s'industrialise, et la fabrication de peignes rend Oyonnax célèbre (le musée du peigne et de la plasturgie se trouve d'ailleurs dans cette ville). En 1889, une coopérative lance « l'Oyonaxienne », une usine de production de celluloïd, utilisé pour la fabrication des peignes.
La plasturgie elle-même se développe après la Seconde Guerre mondiale, et la production se diversifie : lunettes, articles sanitaires et de ménage, jouets, pièces techniques, emballage, mobilier de jardin, etc.
En 1989, sous l'impulsion d'industriels, le « Pôle européen de la plasturgie » (PEP) est créé. Son rôle est d'être l'outil donnant les moyens à des PME de conduire des recherches et d'accéder à du matériel technologique. En 2015, le PEP évolue et devient un CTI Centre Technique Industriel appelé IPC (Innovation Plastique et Composite).

## Sources
- De l'artisanat à l'industrie (site de la mairie d'Oyonnax)
- Les chiffres (site Plastics Vallée)
- (en) [PDF] Étude de cas Plastics Vallée (IDELE)
- La Plastics Vallée (INSA Lyon)
- Centre technique IPC (Site du centre technique IPC)